# Fortaleza de San Pedro (Óblast de Járkov, Ucrania)
La Fortaleza de San Pedro (en ucraniano: Петрівська Фортеця) es una fortaleza construida en 1731. Se encuentra en el pueblo de Petrivske, distrito de Izium, Óblast de Járkov. Recibe su nombre en honor a San Pedro

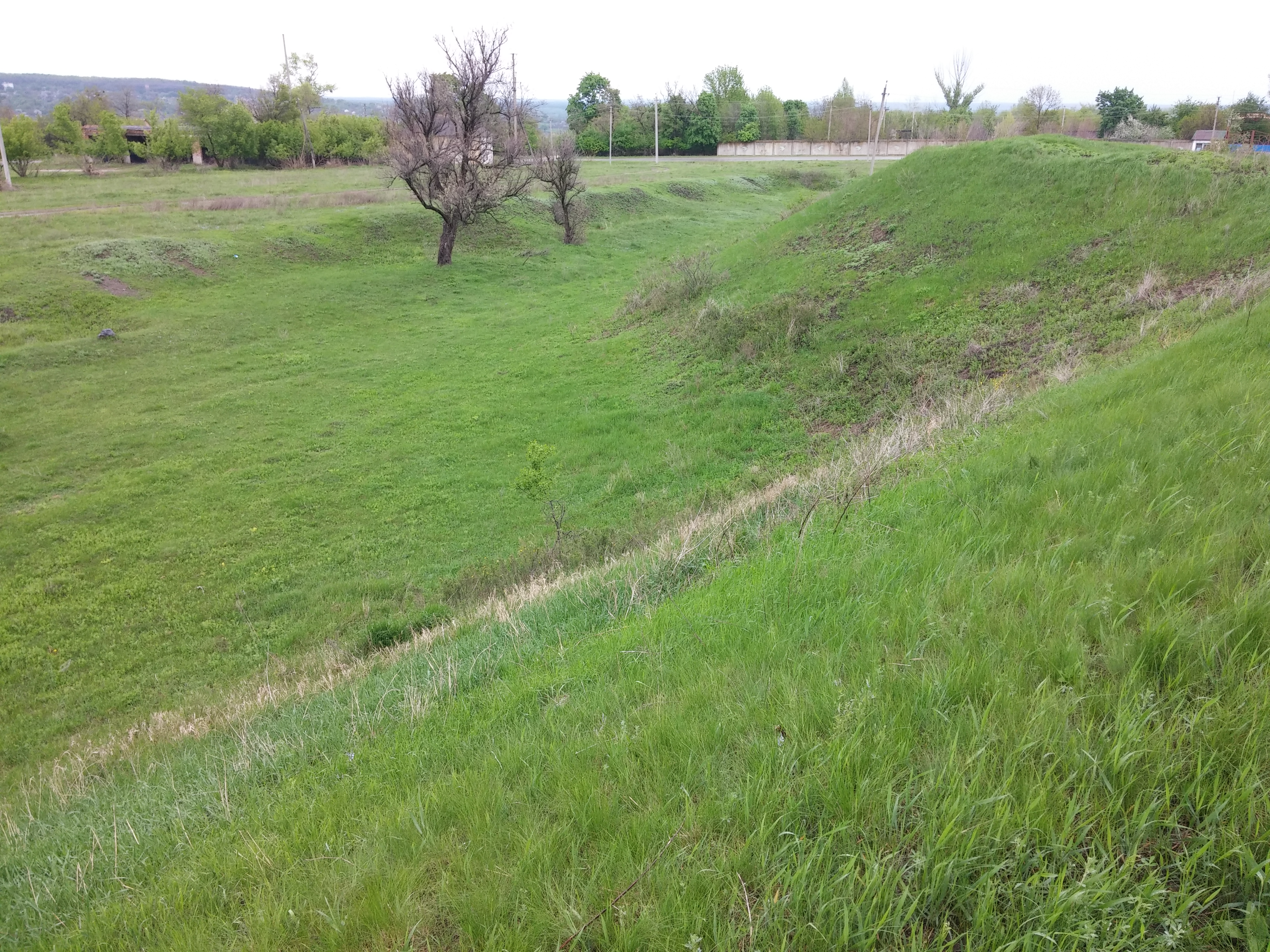
Estado actual

## Historia
La fortaleza formaba parte del sistema de fortificación de la Línea Ucraniana, construido entre 1731 y 1742 para proteger las fronteras meridionales del Imperio ruso de los razias tártaras en Europa Oriental y el Imperio otomano. Según el tratado de 1654, Ucrania mantenía una alianza militar con Rusia, pero tras numerosas violaciones del tratado por parte de Rusia, los cosacos ucranianos que construyeron la fortaleza se rebelaron con frecuencia. La línea ucraniana constaba de 16 fortalezas rectangulares de tierra con cuatro bastiones. El territorio abarcaba más de 1,4 hectáreas. Su altura era de 3,5 m. En el centro se encuentran vestigios de un pozo. La entrada se encuentra en la muralla norte, y la sur está fortificada con un revellín frente al río Donets. Esta es una de las pocas fortalezas de este tipo completamente conservadas.

## Ver también
- Fortaleza de Santa Isabel